# Sergei Dmitrijewitsch Sasonow

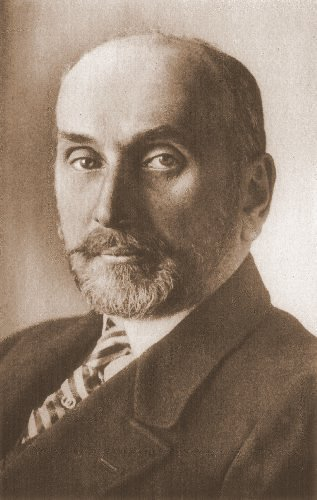
Sergei Dmitrijewitsch Sasonow

Sergei Dmitrijewitsch Sasonow (russisch Сергей Дмитриевич Сазонов, wiss. Transliteration Sergej Dmitrievič Sazonov; * 29. Julijul. / 10. August 1860greg. im Gouvernement Rjasan; † 25. Dezember 1927 in Nizza) war ein russischer Diplomat und Außenminister.

## Leben
Sasonow stammte aus einer Adelsfamilie im Gouvernement Rjasan und trat nach dem Besuch des Lyzeums Zarskoje Selo 1883 in den diplomatischen Dienst des Zaren ein. Nach dem Dienst als Botschaftssekretär in London war er ab 1906 Botschafter beim Heiligen Stuhl. 1909 berief ihn sein Schwager Stolypin ins Außenministerium, von September 1910 bis Juli 1916 war er Außenminister. In dieser Funktion unterstützte er den politischen Kurs der Annäherung an Großbritannien und Japan. 
Von März bis November 1911 musste er infolge einer Erkrankung die Amtsgeschäfte seinem Stellvertreter Anatoli Anatoljewitsch Neratow überlassen (Sasonow wurde in einer von Karl Turban geleiteten Klinik in Davos von Turban mit Unterstützung durch Ferdinand Sauerbruch wegen eines Lungenabszesses operiert. Zuvor soll er gesagt haben „Es ist meine Aufgabe, Deutschland zu vernichten.“). In Sasonows Amtszeit fielen die Balkankriege, die Liman-von-Sanders-Krise und der Beginn des Ersten Weltkrieges. Er wurde wegen seiner vergleichsweise moderaten Politik immer wieder von nationalistischen panslawistischen Kräften kritisiert.

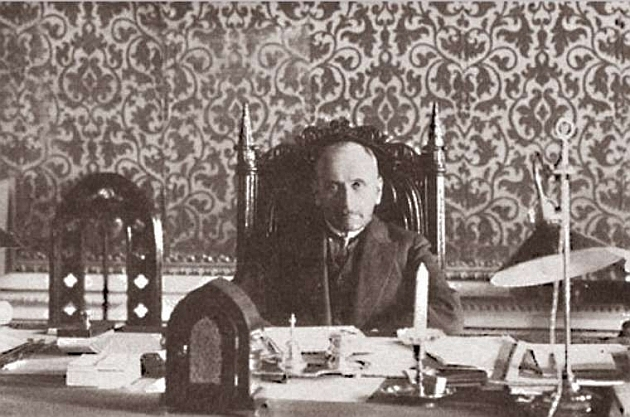
Sergei Dmitrijewitsch Sasonow

### Erster Weltkrieg

#### Julikrise
In der Julikrise, die in den Krieg mündete, gehörte er zu den Kräften, die einen bewaffneten Konflikt eher vermeiden wollten. Auch aus taktischen Gründen bemühte er sich um eine friedliche Lösung unter der Bedingung, dass Russland dabei sein Gesicht als Großmacht wahren könne. Er setzte sich aber nicht gegen das auf Krieg drängende Militär durch.
Als der österreichische Außenminister Leopold Berchtold am 28. Juli 1914 erklärte, Russland habe nach Erhalt seiner Zusicherung, dass Österreich keinen Gebietserwerb anstrebe, kein Recht zur Einmischung, hatte das  wenig Erfolg, weil Sasonow die „Herabdrückung“ Serbiens zu einem österreichischen „Satellitenstaat“ befürchtete.

#### Kriegsziele
In der ersten Siegeszuversicht erstellte Sasonow am 14. September 1914 ein „13-Punkte-Programm“, das in manchen Aspekten als Gegenpart zum bekannten Septemberprogramm des deutschen Reichskanzlers Bethmann Hollwegs anzusehen ist. Es wird auch „12-Punkte-Programm“ genannt, weil bei den ersten Veröffentlichungen Punkt 13, über die Reparationen, eliminiert worden war.
Sasonow sah in erster Linie territoriale Abtretungen Deutschlands, angeblich auf der Basis des Nationalitätenprinzips, vor. Russland würde den Unterlauf des Njemen (Memelland) und den östlichen Teil Galiziens annektieren sowie dem Königreich Polen den Osten der Provinz Posen, (Ober-)Schlesien und Westgalizien angliedern. Weitere Bestimmungen waren die oft genannten Fixpunkte alliierter Kriegszielprogramme: Elsaß-Lothringen, vielleicht das Rheinland und die Pfalz an Frankreich, ein Gebietszuwachs für Belgien bei Aachen, Schleswig-Holstein zurück an Dänemark und die Wiederherstellung Hannovers.
Österreich würde eine „Dreifache Monarchie“ bilden, bestehend aus den Königreichen Böhmen (Böhmen und Mähren – Mähren wurde dabei für das Gebiet der Slowaken gehalten, was die Unklarheit seiner Vorstellungen von Zentraleuropa zeigt), Ungarn und Österreich (Alpenländer), wobei sich Ungarn mit Rumänien über Siebenbürgen einigen müsste. Serbien erhielte Bosnien und Herzegowina, Dalmatien und Nordalbanien, Griechenland hingegen Südalbanien, Bulgarien einen Teil Mazedoniens, Großbritannien, Frankreich und Japan die deutschen Kolonien. Die Meerengen, der Bosporus und die Dardanellen, blieben, noch vor dem türkischen Kriegseintritt, zumindest offiziell unerwähnt. Sasonows Programm war die erste umfassende Kriegszielerklärung der russischen Regierung und Russland war damit die erste Ententemacht, die ihren Alliierten eine Liste mit Kriegszielen vorlegte.
Sasonow selbst sprach schon im Oktober 1914 von Österreich-Ungarn als einem „vollkommenen Anachronismus“ und verlangte Ende 1914 nachdrücklich dessen Auflösung.
Vor dem Krieg hatte er Vertreter der Tschechen noch davor gewarnt, auf russische Unterstützung zu zählen. Im Krieg war er hingegen der einzige wichtige Politiker des zaristischen Russlands, der die Unabhängigkeit der Tschechen ernsthaft unterstützte.
Als mit dem Kriegseintritt der Türkei die Meerengen wieder in den Blickpunkt gerieten, warnte Sasonow am 4. März 1915 Großbritannien und Frankreich, die ohne russische Beteiligung an den Dardanellen kämpften, dass jede Lösung, die Konstantinopel und den Bosporus nicht Russland einbrächte, unbefriedigend und unsicher wäre.
Er forderte für Russland im Einzelnen Konstantinopel, die europäische Küste des Schwarzen Meeres bis zu den Dardanellen, die asiatische Küste des Bosporus, die Inseln des Marmarameeres und die Inseln Imbros und Tenedos.
Auf sein Drängen lenkten die Westalliierten, die einen Sonderfrieden Russlands fürchteten, im Abkommen über Konstantinopel und die Meerengen vom 4. März 1915 ein.

### Nach der Ablösung als Außenminister
1916 wurde Sasonow beurlaubt und in den Staatsrat abgeordnet. Am 12. Januar 1917 entsandte man ihn als Botschafter des Zaren nach London, wodurch er die Februarrevolution im eigenen Land nicht miterlebte. Nach der Oktoberrevolution war Sasonow aktiv an der Konterrevolution unter Denikin und Admiral Koltschak beteiligt und wurde unter der Exilregierung Koltschaks wieder Außenminister. In dieser Funktion nahm er auch an der Pariser Friedenskonferenz 1919 teil.
1927 starb er in der Emigration in Nizza, wo er auch begraben liegt.

## Werke
- Sechs schwere Jahre. Verlag für Kulturpolitik, Berlin 1927, 385 S.